# Wesenberg (Holstein)
Wesenberg (niederdeutsch Wäsenbarg) ist eine Gemeinde im Nordosten des Kreises Stormarn in Schleswig-Holstein.

## Geschichte
Die heutige Gemeinde Wesenberg entstand am 1. Januar 1978, als im Rahmen der kommunalen Neugliederung die bisher selbständigen Gemeinden Groß Wesenberg, Ratzbek (mit Fliegenfelde) und Stubbendorf zusammengeschlossen wurden.

### Fliegenfelde

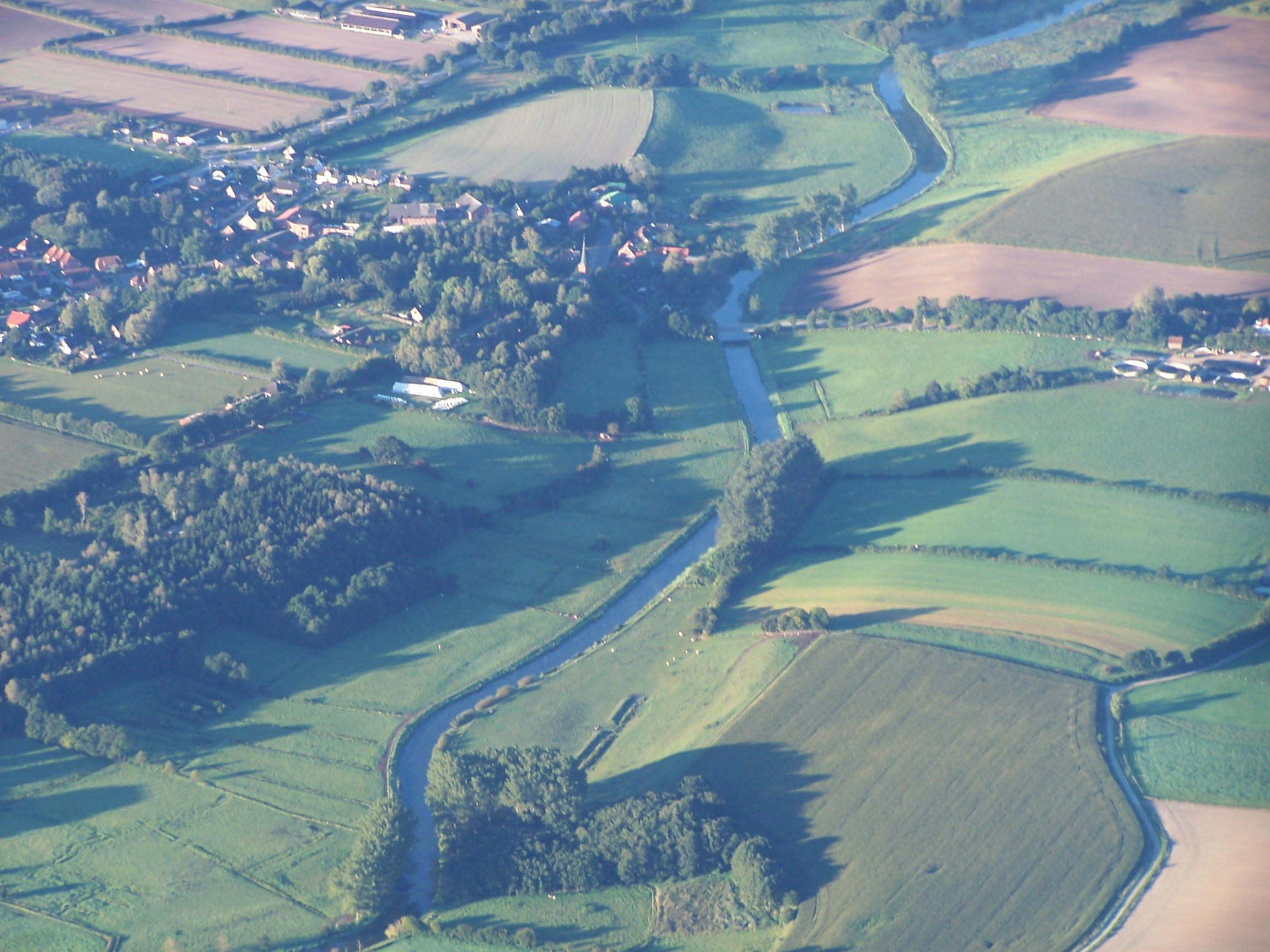
Die Trave zwischen dem Wesenberger Ortsteil Groß Wesenberg (rechts) und der Gemeinde Klein Wesenberg (links)

Die kleine Ansiedlung Fliegenfelde wurde erstmals 1736 erwähnt. Die abseits gelegene Häusergruppe gehörte bereits damals zum Ort Ratzbek. Mitte des 19. Jahrhunderts bestand Fliegenfelde aus einer Halbhufe, zwei Drittelhufen und vier Katen.

### Groß Wesenberg
Groß Wesenberg entstand im Rahmen der deutschen Nordostkolonisation als Rodungsdorf im 12. Jahrhundert. Im Jahre 1251 erfolgte die erste urkundliche Erwähnung, als das Kloster Reinfeld den Ort erwarb. Nachdem das Kloster in der Reformation aufgelöst worden war, gehörte Groß Wesenberg zum landesherrlichen Amt Reinfeld.
Spätestens seit 1673 gab es im Ort eine Schule, die auch für Ratzbek zuständig war. Die Leibeigenschaft wurde bereits 1739 aufgehoben. Nach der Annexion Holsteins durch Preußen gehörte Groß Wesenberg seit 1867 zum Kreis Stormarn und mit Einführung der preußischen Kommunalverfassung 1889 zum Amtsbezirk Neuhof. Von 1937 bis 1979 hatte der Ort einen nach ihm benannten Autobahnanschluss.
Mit der Schleswig-Holsteinschen Verwaltungsreform 1948 kam Groß Wesenberg zum Amt Reinfeld-Land und dann 1972 zum Amt Nordstormarn. Bei Gründung der neuen Gemeinde Wesenberg hatte Groß Wesenberg 194 Einwohner.

## Politik

### Gemeindevertretung
Bei der Kommunalwahl am 14. Mai 2023 wurden insgesamt 13 Sitze vergeben. Von diesen erhielt die CDU sieben Sitze und die Kommunale Wählervereinigung Wesenberg sechs Sitze.

### Wappen
Blasonierung: „Von Rot und Blau durch einen breiten silbernen Balken, darin ein blauer Wellenbalken, schräglinks geteilt. Oben ein wachsender silberner Abtsstab, unten ein silberner Baumstumpf (Stubben), darüber ein leicht schräglinks gestelltes, aufrechtes silbernes Schwert.“

## Freiwillige Feuerwehr
Die Ortsteile Ratzbek (mit Fliegenfelde), Stubbendorf und Groß Wesenberg verfügen jeweils über ein eigenes Feuerwehrhaus, bilden aber eine gemeinsame Freiwillige Feuerwehr der Gemeinde.